# Лунная прецессия
Прецессия — явление, при котором ось вращения тела меняет своё направление в пространстве под действием момента внешней силы. Орбита Луны имеет два важных прецессионных движения. Причиной лунной прецессии являются возмущения, созданные приливным воздействием Солнца.

## Орбитальная прецессия
В первом приближении орбита Луны имеет вид эллипса с Землёй в одном из фокусов. Однако линия апсид этого эллипса не является неподвижной в пространстве, она поворачивается в восточном направлении (то есть в том же направлении, в котором Луна обращается вокруг Земли). По причине орбитальной прецессии аномалистический месяц (период времени, за который Луна дважды проходит через перигей своей орбиты: {\displaystyle T_{A}=27,554551} сут, или 27 дн. 13 час 18 мин 33,2 сек) немного превышает период обращения Луны вокруг Земли (звёздный месяц: {\displaystyle T_{S}=27,321661} сут, или 27 дн 7 час 43 мин 11,5 с). Период орбитальной прецессии {\displaystyle P_{O}} лунной орбиты составляет примерно 3233 суток, или 8,85 лет (около 8 лет 10 месяцев). Эта величина рассчитывается по формуле
{\displaystyle {\frac {1}{P_{O}}}={\frac {1}{T_{S}}}-{\frac {1}{T_{A}}}.}

## Прецессия узлов
Сама плоскость лунной орбиты также вращается, описывая широкий конус в пространстве. В результате этого узлы лунной орбиты движутся по небесной сфере на запад (то есть в направлении, противоположном направлению обращению Луны вокруг Земли). По причине прецессии узлов драконический месяц (промежуток времени между двумя последовательными прохождениями Луны через один и тот же узел: {\displaystyle T_{D}=27,2122204} сут, или 27 дн 5 час 5 мин 35,8 с) немного меньше звёздного месяца. Период прецессии узлов {\displaystyle P_{N}} равен 6793 дней, или 18,6 лет. Эта величина вычисляется по формуле
{\displaystyle {\frac {1}{P_{N}}}={\frac {1}{T_{D}}}-{\frac {1}{T_{S}}}.}
Благодаря орбитальной прецессии каждые 18,6 лет диапазон изменения склонения Луны достигает максимального значения.